# Nachtsichtgerät PPN-2

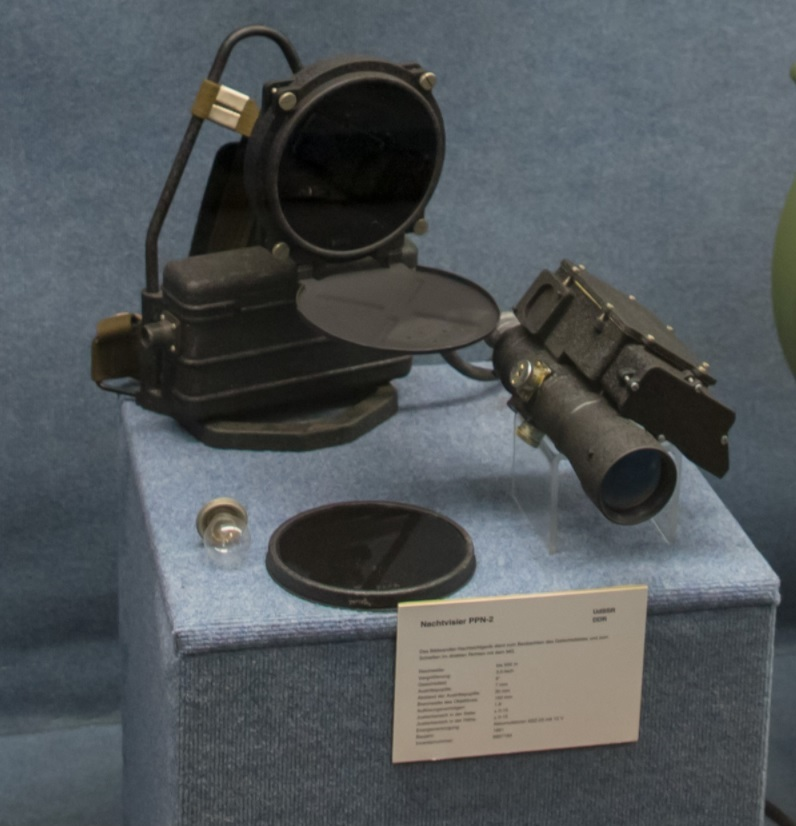
Nachtsichtgerät PPN-2 in der Wehrtechnischen Studiensammlung Koblenz

Das Nachtsichtgerät PPN-2 (russisch ППН-2 1ПН10) ist ein sowjetisches Nachtzielgerät für Feuerwaffen. 	

## Beschreibung
Bei der Konstruktion handelt es sich um ein monokulares, elektrooptisches Gerät. Es besteht aus einem Infrarotscheinwerfer und einem Nachtvisier. Eine Batterie 6SZ-25 im Batteriebehälter mit Tragegestell sichert die Stromversorgung. Es kann mit verschiedenen Gewehren, Sturmgewehren und Maschinengewehren im infanteristischen Einsatz verwendet werden. Zum Code PPN-2 sind folgende Verwendungsbezeichnungen bekannt: (ППН-2 1ПН10) 1PN10 - Maschinengewehr Nachtsichtgerät PPN-2 für Maschinengewehre 56-P-326N, 56-P-428MN und Gewehre 52-M-881N (1ПН10 - прицел пулеметный ночной ППН-2 для пулеметов 56-Р-326Н, 56-П-428МН и орудий 52-М-881Н).

## Technische Daten
- Vergrößerung: 3,5 fach
- Sichtfeld: 8°
- Scheinwerferdurchmesser: 178 mm
- Lichtstärke: 40 x 104 cd
- Spannung: 9 V
- Leistung: 75 W